# Amphimedon (mythologie)
Amphimedon is een naam uit de Griekse mythologie en kan op twee personen slaan:
- Een zoon van Melaneus uit Ithaka. Agamemnon verbleef in zijn paleis toen hij een beroep kwam doen op Odysseus voor de aanval op Troje. Ook was hij een van de vrijers van Penelope. Hij werd gedood door Telemachus.[1]

- Een Libische volgeling van Phineus. Hij werd gedood door Perseus.[2]